# 306. stíhací peruť
306. stíhací peruť Královského letectva, též 306. (polská) stíhací peruť či (pro polské letectvo) 306 dywizjon myśliwski Toruński byla založena 28. srpna 1940 jako třetí stíhací peruť exilového polského letectva ve Velké Británii. Její aktivita na konci roku 1940 nebyla příliš vysoká, piloti většinou prováděli pouze hlídkové lety při střežení námořních konvojů. Její hlavní činností v dalším průběhu druhé světové války byly útoky na cíle v okupované západní Evropě.
Výzbroj jednotky se vyvíjela od původního typu Hawker Hurricane Mk.I a Mk.II, přes typy Spitfire Mk.II, Spitfire Mk.V až po Spitfire Mk.IX a na konci války pak typ Mustang Mk.III. Peruť působila ještě po válce krátkou dobu v rámci Královského letectva, oficiálně byla rozpuštěna 6. ledna 1947.
Největší osobností 306. stíhací perutě byl nejúspěšnější polský stíhač Stanisław Skalski, skutečné letecké eso. Skalski ale u jednotky nepůsobil po celou válku.
Neoficiálním znakem perutě byl bílý, zlatě lemovaný kosočtverec se stylizovanou divokou kachnou a medvědem, znak původní předválečné toruňské stíhací perutě polského letectva.
Polské letectvo ve Velké Británii disponovalo následujícími stíhacími perutěmi: 302. stíhací peruť, 303. stíhací peruť, 306. stíhací peruť, 307. stíhací peruť, 308. stíhací peruť, 309. stíhací peruť, 315. stíhací peruť, 316. stíhací peruť a 317. stíhací peruť.